# Stiftsbrauerei Schlägl

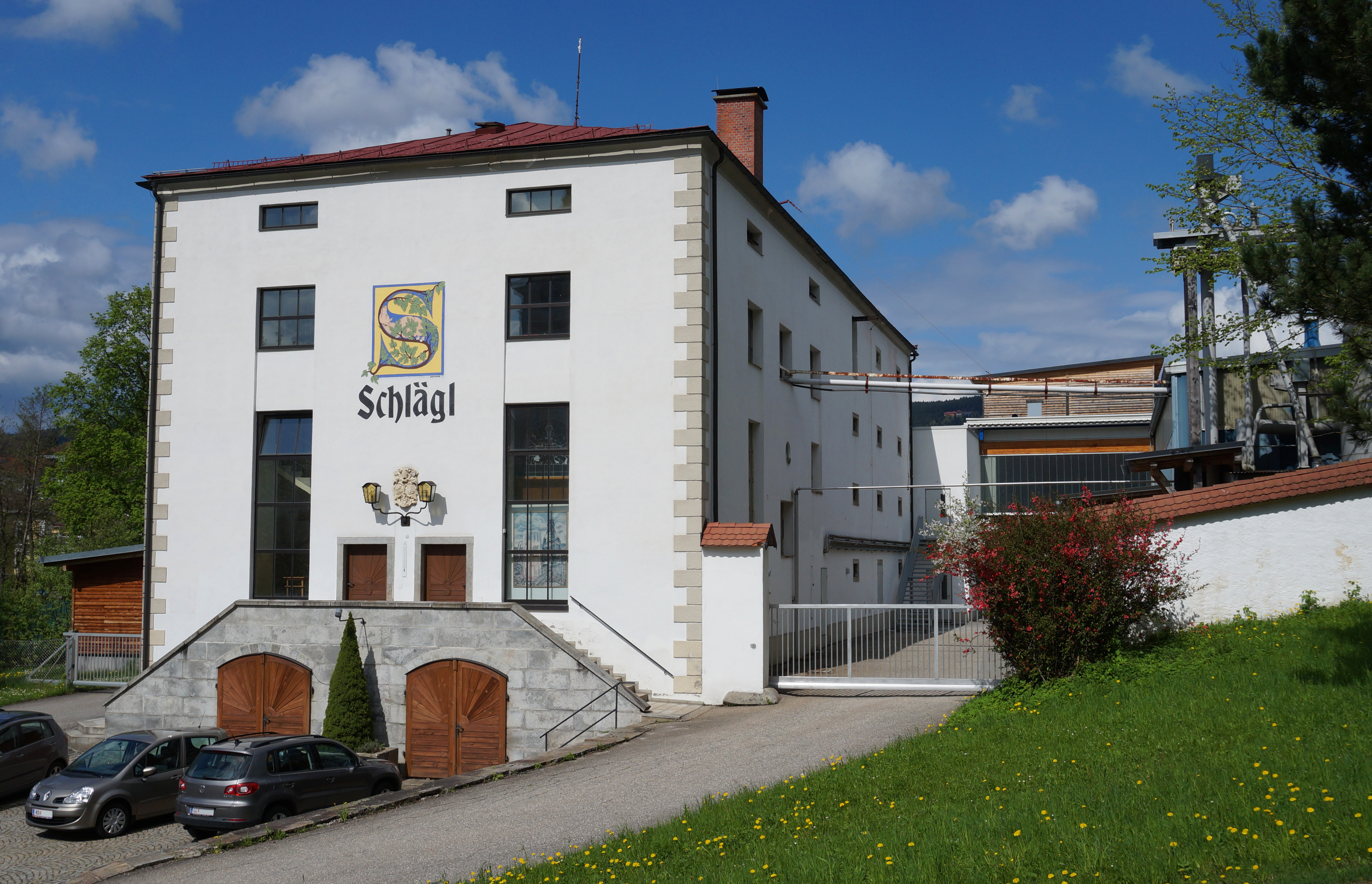
Das alte Sudhaus der Stiftsbrauerei Schlägl

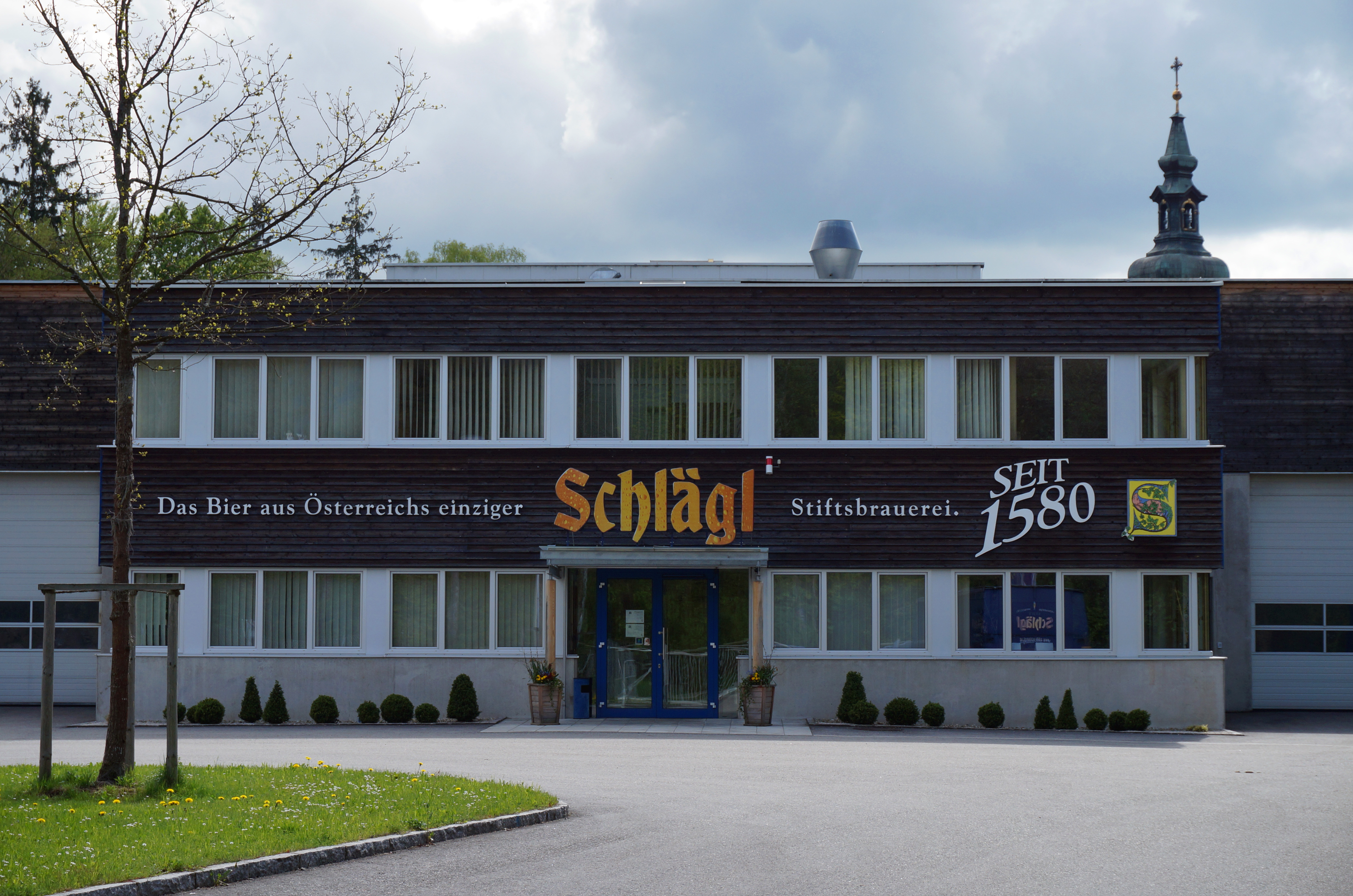
Die Brauerei von der Nordseite

Die Stiftsbrauerei Schlägl ist eine Bierbrauerei in der Gemeinde Aigen-Schlägl (Oberösterreich). Sie gehört zum Stift Schlägl und ist eine von zwei Stiftsbrauereien Österreichs. Die andere befindet sich im Stift Engelszell.

## Geschichte
Als Gründungsdatum der Brauerei gilt das Jahr 1580, weil in diesem Jahr der Konsum von Schlägler Bier bei einem Treffen des Passauer Bischofs mit dem Prälaten Mathias Schuemann von Schlägl nach einem heute verschollenen Schriftstück belegt ist. Das Brauwesen im Stift Schlägl ist jedoch sicher viel älter, da auch in den umliegenden Klöstern teilweise bereits im 13. Jahrhundert gebraut wurde. Im Stift Schlägl war die Brauerei ursprünglich im heutigen Stiftskeller untergebracht, wobei 1576 neben dem Brauhaus auch eine Mälzerei und ein Bierkeller bestanden, in dem rund 25 Hektoliter Haferbier Platz fanden.
Im Braujahr 1632/33 ist die Produktion von 1485 Eimern (1 Eimer = 56 l) Weißbier und 396 Eimern Braunbier belegt, das zum Teil bereits in einem größeren Gebiet abgesetzt wurde. 1634 erfolgte ein Neubau der Brauerei, die bis 1884 in Betrieb war. In diesem Jahr erfolgte der Umbau der Brauerei, 1909 wurde das Sudhaus bei einem Jahresausstoß von rund 3000 hl modernisiert. 
Erst 1954 wurde die gesamte Bierproduktion in den ehemaligen Getreidekasten außerhalb des Stiftes verlegt. Bereits 1974 musste aus Kapazitätsgründen neuerlich ein neues Sudhaus errichtet werden. Zudem wurde die Flaschenfüllanlage erneuert. Nachdem in den 1980er Jahren der Gärkeller mit geschlossenen Gärtanks ausgestattet wurde, erfolgte 1995 die Erneuerung der Fassfüllanlage. Die offenen Gärbottiche blieben jedoch für die Vergärung spezieller Sorten wie dem Bio Roggen, dem Pils und dem Kristall M bestehen. 1998 ließ das Stift eine neue Lager- und Verladehalle bauen, zwischen 2001 und 2004 erfolgte Investitionen in die Flaschenfüllung und Flaschenreinigung und in einen neuen Dampfkessel. Weiters ging 2005 eine neue Abwasserbehandlungsanlage und 2006 ein Plattenwärmetauscher zur Abkühlung der Bierwürze in Betrieb. Zudem wurde 2008 in Druckluftkompressoren zur Erzeugung steriler und getrockneter Druckluft und eine neue Warmwasserversorgung investiert.
Im Dezember 2010 wurde der sogenannte Trockenteil der Getränkeabfüllung erneuert. Neben der Palettierung wurden dabei auch eine neue Kistenwaschmaschine sowie ein Entkorker angeschafft.
Seit Anfang 2022 ist die Brauerei Mitglied bei dem Verein der Unabhängigen Privatbrauereien Österreichs.

## Produkte
Hauptmarken der Brauerei sind das Märzenbier Urquell und das Spezialbier Kristall, von dem mit dem Kristall Leicht auch eine Leichtbiervariante angeboten wird. Das BIO Roggen (früher „Gold Roggen“ bzw. „Roggen Gold“), ist ein mit Roggenmalz gebrautes Bier und Österreichs erstes Roggenbier, der Malz König ein klassisches, österreichisches Doppelmalz-Bier.
Zur Standardpalette zählen zudem das Abtei Pils und der Doppel Bock, ein mit 8,3 % Alkohol starker Doppelbock. Zum 200. Geburtstag des Schriftstellers Adalbert Stifter kreierte die Brauerei das Stifter Bier, das bei 25 °C im offenen Bottich obergärig vergoren wird. Das Rothkrebschenbier wurde wiederum für das Kulturhauptstadtjahr Linz 09 entwickelt. Zu den letzten Entwicklungen der Brauerei zählen das für das Biermagazin „bier.pur“ gebraute Abteibier sowie ein leichtes Fastenbier mit dem Geschmack der Galgantwurzel.
Darüber hinaus wird auch ein aus dem Doppelbock hergestellter Bierbrand sowie ein Bieressig angeboten.
Die Brauerei bietet auch vier Limonadensorten unter eigenem Namen an. Diese werden jedoch von der Braucommune Freistadt hergestellt.